# Torre di Lividonia
La Torre di Lividonia si trova nella parte occidentale dell'abitato di Porto Santo Stefano, all'estremità nord-occidentale del promontorio dell'Argentario, lungo la strada panoramica costiera.

## Storia
La torre costiera fu fatta costruire dagli Spagnoli nella seconda metà del Cinquecento per implementare il sistema difensivo dello Stato dei Presidii, con funzioni di avvistamento verso nord e verso ovest. Tuttavia, il progetto per la realizzazione della torre è da attribuire all'ingegnere militare Francesco De Marchi, che ebbe l'incarico conferitogli nel 1548 dal governo della Repubblica di Siena, proprio negli ultimi anni in cui l'intero territorio era controllato dai Senesi.
La fortificazione ha svolto funzioni militari fino ai primi decenni dell'Ottocento, quando è iniziata la progressiva dismissione a seguito dell'annessione dell'intero territorio al Granducato di Toscana.
In epoca ottocentesca la torre subì una incursione piratesca nel 1814 e, alcuni anni dopo, ci fu un progetto per la realizzazione di un faro proprio presso la preesistente struttura difensiva costiera, che però non venne mai attuato. Nel 1867, dopo essere stata completamente dismessa dalle originarie funzioni militari, la torre fu venduta a privati e, durante il secolo scorso, si è ritrovata addossata a nuovi edifici abitativi.
Recenti restauri hanno permesso di riportare la torre all'antico splendore, grazie anche all'ottimo stato di conservazione in cui si è sempre mantenuta.

## Descrizione
La Torre di Lividonia si presenta come una struttura architettonica a pianta quadrangolare, disposta su tre livelli, con un basamento a scarpa cordonato sul quale poggia la parte superiore dell'edificio turriforme. L'originaria porta d'ingresso rettangolare modanata si apre al primo piano, sopra il cui architrave è collocato uno stemma gentilizio; alla porta si giunge attraverso una rampa di scale esterna.
Le pareti esterne alternano tratti rivestiti in pietra a tratti scialbati, con una serie di feritoie che si aprono ad altezze diverse e due finestre (una per ciascun livello superiore) che si aprono sulla parete che si affaccia in direzione del mare.
La parte alta della torre risulta priva di coronamenti sommitali, con una terrazza che in passato era utilizzata dalle sentinelle per le funzioni di avvistamento; sul lato in cui si apre la porta d'ingresso era originariamente presente una caditoia, della quale rimane solo una struttura muraria sopraelevata, che garantiva maggiori condizioni di sicurezza nel controllare gli accessi alla struttura difensiva.